# Klimatiá (Korfu)
Klimatiá (Klimatia) är en ort i Grekland. Den ligger i prefekturen Nomós Kerkýras och regionen Joniska öarna, i den västra delen av landet, 400 km nordväst om huvudstaden Aten. Klimatiá ligger 320 meter över havet och antalet invånare är 229. Den ligger på ön Korfu.
Terrängen runt Klimatiá är huvudsakligen kuperad, men åt nordväst är den platt. Närmaste större samhälle är Korfu, 17,6 km sydost om Klimatiá. 